# 小泉諒河
小泉 諒河（こいずみ りょうが、2003年10月21日 - ）は、日本の子役。

## 来歴・人物
東京都出身。所属事務所はウォーターブルー。

## テレビ番組
- 柔道グランドスラム2010（2010年、テレビ東京）
- 月曜ゴールデン 人間再生・工場長 岡田岩児（2011年7月11日、TBS）
- 南極大陸（2011年10月16日 - 12月、TBS）倉持岳志（幼少期）役
- 月曜ゴールデン 警視庁機動捜査隊216エピソード2（2011年10月30日、TBS）
- クローバー（2012年、テレビ東京）美咲隼斗（幼少期）役

## CM
- 積水ハウス 住まいの参観日'11「音楽隊が行く篇」（2011年）
- KFC「買っててよかった篇」（2010年）
- 千葉銀行（2009年）
- バンダイアンパンマンワールド（2008年）